# Pica-pau-verde-rubro

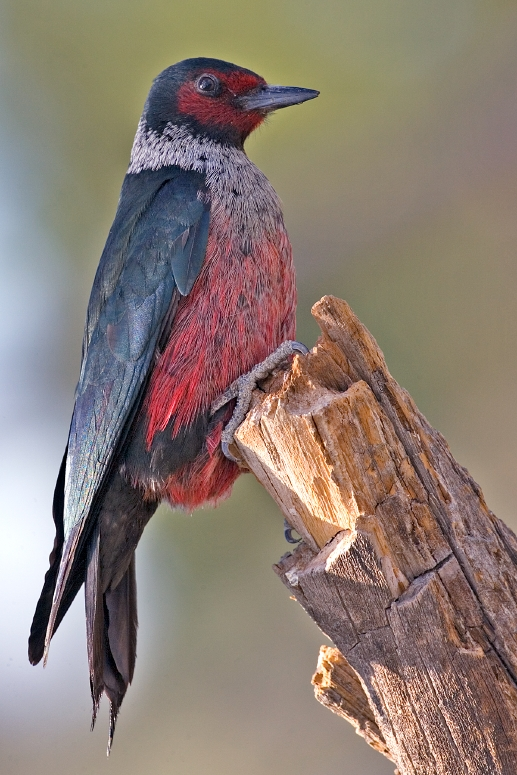
Pica-pau-verde-rubro (Melanerpes lewis), ave de plumagem vibrante encontrada em florestas tropicais da América do Norte.

O pica-pau-verde-rubro (Melanerpes lewis) é uma grande espécie norte-americana de pica-pau que o ornitólogo Alexander Wilson nomeou em homenagem a Meriwether Lewis, um dos exploradores que pesquisou as áreas compradas pelos Estados Unidos da América como parte da compra da Louisiana e descobriu esta espécie de ave.

## Taxonomia
O pica-pau-verde-rubro foi descrito e ilustrado em 1811 pelo ornitólogo americano Alexander Wilson em seu American Ornithology; ou, a História Natural das Aves dos Estados Unidos. Wilson baseou sua descrição em algumas peles de pássaros que foram coletadas em uma expedição pela parte ocidental dos Estados Unidos liderada por Meriwether Lewis e William Clark em 1803–1806. Wilson cunhou o nome inglês “pica-pau-verde-rubro” e o nome binomial Picus torquatus. Infelizmente, o epíteto específico estava preocupado com o pica-⁣pau anelado, Celeus torquatus (⁣Boddaert, 1783) e assim em 1849 o zoólogo inglês George Robert Gray cunhou um novo nome Picus lewis. A localidade tipo é Montana. O pica-pau-verde-rubro é agora colocado no gênero Melanerpes que foi erguido pelo ornitólogo inglês William John Swainson em 1832. A espécie é monotípica: nenhuma subespécie é reconhecida.

## Descrição
Uma das maiores espécies de pica-paus americanos, o pica-pau-verde-rubro pode medir até 10–11 in (25–28 cm) de comprimento. É principalmente de peito avermelhado, de cor verde-escura com uma garupa preta. Tem a gola e a parte superior do peito cinza, com a barriga rosada e o rosto vermelho. As asas são muito mais largas do que as de outros pica-paus, e voa a um ritmo muito mais lento com abas lentas, mas uniformes, semelhantes às de um corvo. Seus cantos têm um som áspero em relação aos de outros pica-paus, podendo utilizar um repertório de várias frases diferentes. Eles são um dos três maiores pica-paus Melanerpes, sendo de tamanho semelhante ao pica-⁣pau branco e ao pica-pau jamaicano.
Medidas:
- Duração: 10.2–11.0 in (26–28 cm)
- Peso: 3.1–4.9 oz (88–139 g)
- Envergadura: 19.3–20.5 in (49–52 cm)